# Raznye sud'by
Raznye sud'by (Разные судьбы) è un film del 1956 diretto da Leonid Davidovič Lukov.